# ラートプラーオ駅

ラートプラーオ駅（ラートプラーオえき、タイ語: สถานีลาดพร้าว ）は、タイ王国のバンコク都チャトゥチャック区にある、バンコク・メトロブルーライン、イエローラインの駅である。

## 概要
ラートプラーオ通りとラッチャダーピセーク通りとの交差点付近に位置する。
この駅では利用者の利便を図り、2,200台駐車可能な立体駐車場が併設されている。
名前の似た「N9」ハーイェーク・ラプラオ駅（スカイトレイン（BTS）スクムウィット線）とは離れており、乗換には適さない（ブルーラインで隣駅の「BL14」パホンヨーティン駅が接続）。
タイ国際航空がTHAI City Air Terminalを設置、ドンムアン空港発着便のチェックインカウンターを設置し、無料シャトルバスで連絡されていた。

## ブルーライン
駅番号は「BL15」。

### 歴史
- 2004年7月3日 【開業】ブルーライン（フワランポーン - バーンスー） (20.8km)

### 駅構造
フルスクリーンタイプのホームドア付き島式ホーム1面2線の地下駅である。

#### 駅階層
| 地面    | 出入口                                           | ラートプラーオ通り                                                                |
| 地下1階 | コンコース階                                     | ATM                                                                               |
| 地下2階 | 改札口階                                         | 自動券売機、自動改札口                                                            |
| 地下3階 | 1番線・上り■ブルーライン                         | →スクムウィット・シーロム・フワランポーン・タープラ・バーンワー・ラックソーン方面 |
| 地下3階 | 島式ホーム（フルスクリーンタイプホームドア設置） |                                                                                   |
| 地下3階 | 2番線・下り■ブルーライン                         | ←バーンスー・タオプーン・タープラ方面                                             |

## イエローライン
2023年のイエローライン開通に伴い開業した。駅番号は「YL1」。

### 歴史
- 2023年6月19日 公開試運転を開始
- 2023年7月3日 【開業】ラートプラーオ駅 - サムロン駅(30.4 km)

### 駅構造
- 相対式ホーム2面2線を有する高架駅である。
- ブルーラインのラートプラーオ駅とは高架の連絡通路で接続する。

## 駅周辺
- パークアンドライド（立体駐車場）　4番出口
- Big C Extra